# Pilar Castaño
María del Pilar Castaño Valencia (Bogotá, 30 de junio de 1958) es una periodista y escritora colombiana especialmente conocida por su trabajo en el campo de la moda. Es reconocida como "La primera dama de la moda en Colombia".

## Primeros años
Pilar Castaño Valencia nació en Bogotá el 30 de junio de 1958 como segundogénita de los intelectuales Gloria Valencia de Castaño (1927-2011) y Álvaro Castaño Castillo (1920-2016) quienes fueran los primeros presentadores de la televisión en Colombia y dos de los precursores de los medios de comunicación destinados a un nicho específico al ser fundadores de la emisora HJCK "El mundo en Bogotá". Es la hermana menor del ya fallecido director, cineasta y productor colombiano Rodrigo Castaño (1948-2015). Pasó su infancia al lado de su abuela materna, doña Mercedes Valencia, mientras su madre estaba en los estudios desde donde se transmitía en vivo y en directo, en blanco y negro la televisión de la época. Doña Mercedes, modista de profesión, fue clave para que Pilar tuviera contacto con los retazos de tela, texturas, colores y figurines que alimentarían desde la infancia su conocimiento y su pasión por la moda.   

## Estudios y carrera profesional
Inició su formación escolar en el colegio Marymount en Bogotá y en danza clásica en la academia Anna Pavlova. Al término de sus estudios y con el ánimo de ampliar su formación en historia, cultura, arte y humanidades, sus padres la envían a estudiar francés a París. No obstante, al darse cuenta de que las instalaciones de la institución no eran completamente de su agrado, las monjas le proponen enviarla a la sede del Institut Saint Dominique de Roma, donde finalmente se instalaría.  Estudió Periodismo e idiomas en la Universidad de la Sorbona, en París.  
En su regreso a Bogotá ejerce como editora de moda en la naciente revista "Laura", idea de Rafael Sanabria, el entonces gerente de la revista Cromos. "Laura" fue la primera revista de moda en Colombia y contó con la dirección de Gloria Valencia de Castaño, madre de Pilar. Su paso por esta publicación se orientó en darle voz a los artesanos y trabajadores de técnicas manuales como la cestería, el tejido, la orfebería y la zapatería. En una época donde la industria del modelaje no estaba desarrollada en Colombia, Pilar hacía fotos de sus amigas para ilustrar sus notas sobre las últimas tendencias y el buen vestir.  
Ha trabajado en la prensa, radio y televisión. Presentó al lado de su madre, Gloria Valencia de Castaño, el programa "Gloria y Pilar" en RCN Radio. Durante ocho años hizo parte de la mesa de trabajo de Radio Sucesos RCN como única mujer reportera, al lado del periodista Juan Gossaín. Esta experiencia le implicó una distancia con el mundo de la moda, al tener que concentrarse en transmitir la realidad política y social de Colombia y el mundo. En sus propias palabras, Pilar leía y traducía las noticias de cuatro periódicos en idiomas diferentes para que Juan las dijera al aire en Radio Sucesos.  
A raíz de una pelea interna en el Noticiero de las 7, que culminó con la salida de su presentador estrella Juan Guillermo Ríos, Pilar fue llamada a reemplazarlo durante solo una emisión, mientras la producción buscaba a alguien que tomara el puesto definitivamente. Sin saberlo, su reemplazo se extendería por siete años diciendo las noticias al aire sin telepronter. Según Pilar, lo curioso de la historia es que parte de su reemplazo coincidió con el período del apagón del presidente Gaviria, por lo que cada noche se dirigía a un país que a causa del racionamiento energético, no podía verla.   
Desde 1985 hasta 1994 presentó el Concurso Nacional de Belleza de Colombia en RCN Televisión. En él, además de presentar la velada de elección y coronación, describía con el más mínimo detalle los vestidos de gala y de fantasía de las candidatas. Esto con la intención de describirselo a su abuela (quien fue modista) y a los cientos de modistas y costureras del país quienes, según Pilar, tomaban nota de los cortes y materiales, para después inspirarse en las creaciones para sus clientas. Además, recuerda el incidente del daño del computador que medía la puntuación del jurado a las reinas en la edición de 1990. Ante la confusión del momento y al no existir imágenes de apoyo ni videos pregrabados, Pilar tuvo que improvisar ante las cámaras durante 57 minutos para que la transmisión continuara; hecho que más tarde la haría merecedora del Premio Nacional de Periodismo Simón Bolívar.  
Ha entrevistado a personajes tan diversos como el escritor Carlos Fuentes, el actor Cantinflas Mario Moreno, la filántropa Evelyn Lauder, el político español José María Aznar, la periodista Barbara Walter, el músico Tito Puente, el bailarín Joaquín Cortés, el artista José Luis Cuevas, el chef Alain Ducasse, el tenor Luciano Pavarotti y el empresario español Jesús de Polanco. 
Regresar al campo de la moda, luego de pasar por las noticias trágicas y dolorosas de la realidad nacional en radio y televisión, fue, entre otras cosas, consejo de su mamá. "No sigas con eso que te pone mal. Escribe sobre moda". Desde el año 2000, está dedicada exclusivamente al tema de la moda como gestora, asesora y periodista. Durante tres años fue la directora de la Semana de la Moda en Bogotá, a la que además promocionó durante su corta aparición en la telenovela Yo soy Betty, la fea del Canal RCN. Dirigió y presentó los programas "Moda, estilo y pasarela" en el Canal Uno y "Moda extrema" en el Canal Caracol. Ha entrevistado a grandes de la moda internacional como Elio Fiorucci, Jean Paul Gaultier, Alexander McQueen, Christian Lacroix, John Galliano, Narciso Rodríguez, Emanuel Húngaro, Ágatha Ruiz de la Prada Agatha Ruiz de la Prada, Pierre Cardín, Paco Rabanne y Christian Louboutin, entre otros. Es autora de varios libros, entre ellos Señor espejo y El hombre en el espejo.

### Idiomas
Pilar habla con fluidez español, inglés, francés, italiano y portugués.

## Vida personal
Se casó en primeras nupcias con Felipe López Caballero, hijo del entonces recién elegido presidente colombiano Alfonso López Michelsen, con quien vivió en el Palacio de Nariño. De esta unión nació su hija primogénita María López Castaño. Su matrimonio duró 15 años. 
De su segundo matrimonio con el economista y periodista Guillermo Uribe nacieron sus hijos Alejandro (1993) y Bárbara (1994). 
Tiene dos nietos, Felipe y Pedro, producto del primer matrimonio de su hija María López con el administrador de empresas Felipe Vegalara Peláez en 2007.

## Publicaciones
- La maravilla de ser mujer  (2014)[4]
- Profesión mujer  (2012)
- Estilo urbano: una guía  (2012)[5]
- El hombre en el espejo  (2010)[6]
- Señor espejo  (2009)[7]